# Dreherforte
Dreherforte oder Dreher Forte war ein italienisches professionelles Radsportteam, das von 1973 bis 1974 bestand.

## Geschichte
Das Team wurde 1973 unter der Leitung von Luciano Pezzi gegründet. Hauptsponsor war der italienische Zweig der Dreher Bierbrauerei aus Triest. 1973 konnte neben den Siegen ein fünfter Platz bei der Coppa Bernocchi und der Mailand–Vignola sowie Platz 10 in der Endwertung von Tirreno–Adriatico erzielt werden. 1974 wurde der zweite Platz beim Giro di Sardegna, ein dritter Platz bei Mailand–Turin und Platz 6 bei der Coppa Placci erzielt. Nach der Saison 1974 wurde das Team aufgelöst.

## Erfolge
1973
- eine Etappe Giro d’Italia
- Coppa Placci
- Giro dell’Appennino
- Gran Premio Montelupo

1974
- eine Etappe Tirreno–Adriatico
- Giro del Friuli
- eine Etappe Giro di Sardegna
- GP Alghero
- Classica Sarda

## Wichtige Platzierungen
| Grand Tour        | 1973 | 1974 |
| ----------------- | ---- | ---- |
| Giro d’ItaliaGiro | 14   | 44   |

| Monument            | 1973 | 1974 |
| ------------------- | ---- | ---- |
| Mailand–Sanremo     | 8    | 11   |
| Lombardei-Rundfahrt | 10   | 15   |

## Bekannte ehemalige Fahrer
- Domenico De Lillo (1973)
- Tullio Rossi (1973–1974)
- Enrico Maggioni (1973–1974)
- Italo Zilioli (1973–1974)
- Luciano Borgognoni (1973–1974)
- Michele Dancelli (1974)